# Ayôdélé
Ayôdélé, de son nom civil Gloria Jemima Lawson, est une chanteuse, interprète et percussionniste bénino-togolaise née le 25 août 1997. 

## Biographie

### Enfance et études
Ayôdélé est née le 27 août 1997 au Bénin d'une mère béninoise et d'un père togolais compositeur et guitariste.  Elle baigne dès son enfance dans le monde musical en chantant à ses cinq ans dans l’orchestre de son père ainsi qu'à la messe. À huit ans elle écrit ses propres textes qui parlent d’enfants, d’amitié et d’amour du prochain. À treize ans, elle compose un titre en hommage à sa mère, qu'elle a perdu plus jeune à la naissance de sa sœur cadette. 
Ayôdélé, après son baccalauréat, fait une année d’étude en linguistique à  l’Université d’Abomey Calavi et s'inscrit ensuite en Marketing et Communication digitale à l’Institut Cerco.

### Carrière
Ayôdélé commence par la création avec son directeur artistique Edison Konfo d'une ONG qui s'oriente vers la promotion de l’art et la culture et au soutien aux personnes défavorisées. Elle la baptise Ayôdélé (la joie est venue à la maison), qui devient son nom de scène. Elle joue des instruments de percussion, en particulier l'Ogbon, un instrument initialement réservé aux hommes et dont la percussion provoque la transe chez les adeptes du vaudou.
Elle reçut le deuxième prix Découvertes RFI en 2017, pour son titre Kpakpato et depuis, sa carrière s’accélère. Elle a à son actif de nombreux singles et prestations sur scènes. Elle est l'auteure de plusieurs autres titres notamment Fimilè, Partagez, Chéco, Ifèmi. Son art bénéficie d'une richesse linguistique à savoir le fon, le mahi, l’idaasha, le yorouba, le français, l'anglais.
Elle est nommée en janvier 2020 jeune ambassadrice de la paix par le Youth and Students for Peace et représente l’Afrique en Corée du Sud. Elle se produit en Côte d'Ivoire lors de la 12e édition du Marché des Arts du Spectacle d’Abidjan (MASA 2022); et est reçue après sa performance par A’salfo, le leader du groupe Magic System.
En 2022, Ayôdélé prépare la sortie de son premier album.

## Prix et distinctions
- Deuxième prix Découvertes RFI, 2017[2].
- Nommée jeune ambassadrice de la paix par le Youth and Students for Peace, 2020[4].